# 정윤석 (영화 감독)
정윤석(1981년 7월 18일 ~ )은 대한민국의 아티스트이자 영화 감독이다.
1981년에 태어나 한국예술종합학교에서 Plastic Arts를 전공했다.

## 사건 사고
2025년 서울서부지방법원 습격에서 폭동 현장을 녹화하였다가 기소되었다. 영화계는 무죄를 탄원하였다.

## 참여 작품
- 진리에게 (2023) - 감독/각본/편집
- 눈썹 (2023) - 감독/각본/편집
- 밤섬해적단 서울불바다 (2017) - 감독/제작/편집/촬영/시각효과
- 논픽션 다이어리 (2013) - 감독/편집/제작/촬영B
- Jam Docu 강정 (2011) - 감독